# Kamiane (Zaporiyia)
Kamiane (en ucraniano: Кам'яне; en ruso: Каменное, romanizado: Kamennoye) es un pueblo ucraniano perteneciente al óblast de Zaporiyia. Situado en el sur del país, formaba parte del raión de Zaporiyia y es centro del municipio (hromada) de Matvivska.

## Geografía
Kamiane se encuentra en la orilla del río Mokra Moskovka, 13 km al sur de Vilniansk y 27 km al oeste de Zaporiyia.

## Historia
En 1886, se fundó el pueblo de Truzhenik (en ucraniano: Труженік) en las tierras del terrateniente Yantsen y cerca estaba el pueblo de Vozdvizhenka (en ucraniano: Воздвиженка). Aquí comenzó el desarrollo del granito, cuyo propietario era Jantzen y en 1893, se colocó un ferrocarril hasta la cantera de granito. 
El 22 de septiembre de 1943, los pueblos fueron recuperados por el Ejército Rojo durante la Segunda Guerra Mundial. En 1945, los pueblos de Truzhenik y Vozdvizhenka se fusionaron en un solo asentamiento, que se llamó Kamiane.
El 11 de febrero de 1986 Kamiane pasó a ser un asentamiento de tipo urbano.
El 5 de marzo de 2015, se desmanteló un monumento a Lenin en el asentamiento.
Hasta el 18 de julio de 2020, Kamiane fue parte del raión de Vilniansk. El raión fue abolido en julio de 2020 como parte de la reforma administrativa de Ucrania, que redujo el número de raiones del óblast de Zaporiyia a cinco. El territorio del raión de Vilniansk se fusionó con el raión de Zaporiyia.En 2023, Kamiane perdió el estatus de asentamiento de tipo urbano en la legislación ucraniana debido a la eliminación de este estatus administrativo.

## Demografía
La evolución de la población de Kamiane entre 1959 y 2022 fue la siguiente:
| 883                                                           | 1617 | 1305 | 1461 | 1217 | 1223 | 1188 | 1117 |
| (Fuente: Cities & Towns of Ukraine y UKRAINE: Größere Städte) |      |      |      |      |      |      |      |

Según el censo de 2001, la lengua materna de la mayoría de los habitantes, el 87,89%, es el ucraniano; del 11,88% es el ruso.

## Economía
Hay una cantera de granito activa en Kamiane.

## Infraestructura

### Transporte
La estación de tren más cercana es Yantseve, a 4 km del asentamiento. 